# 七政

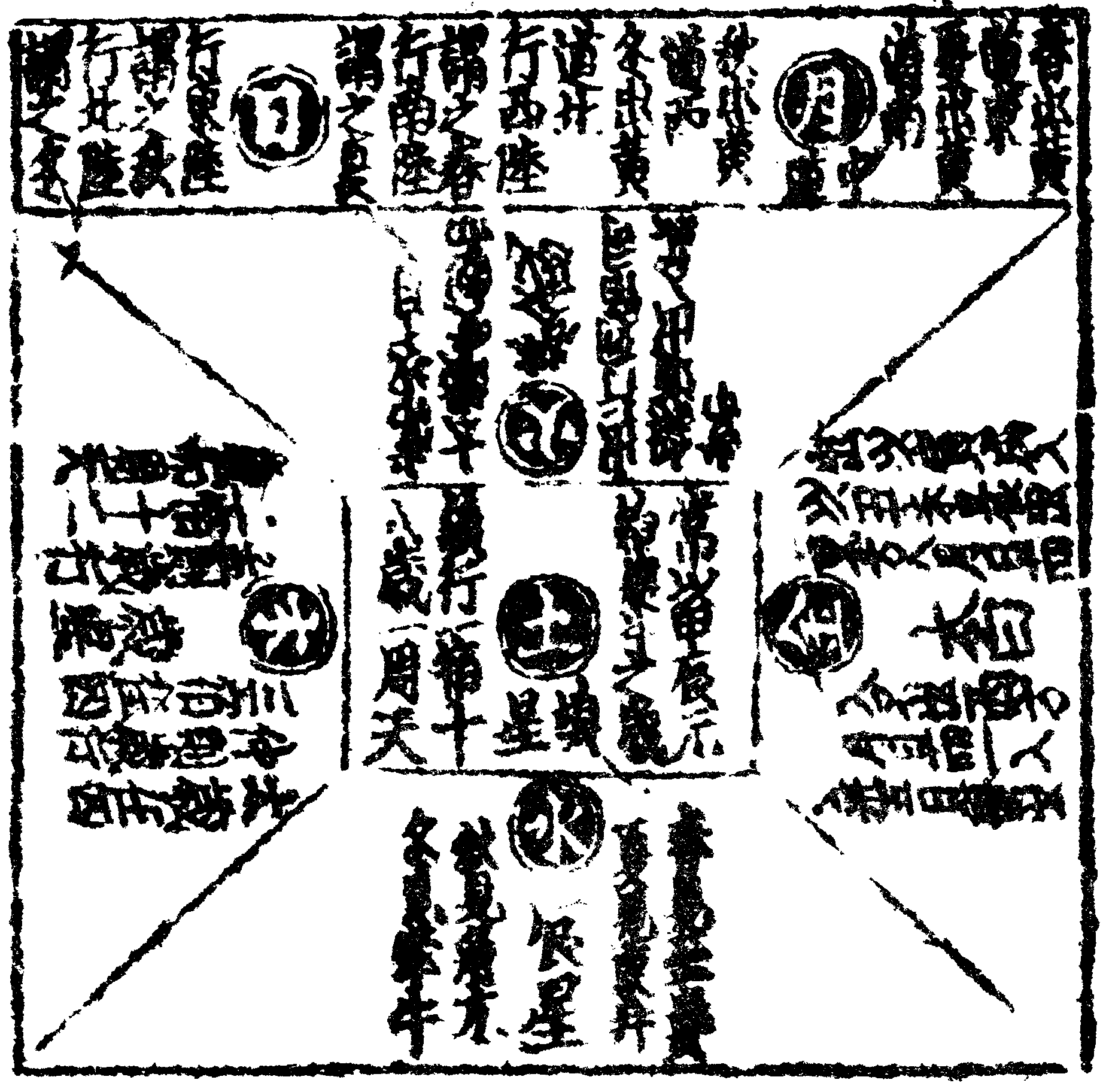
元《事林廣記》中的七政之图

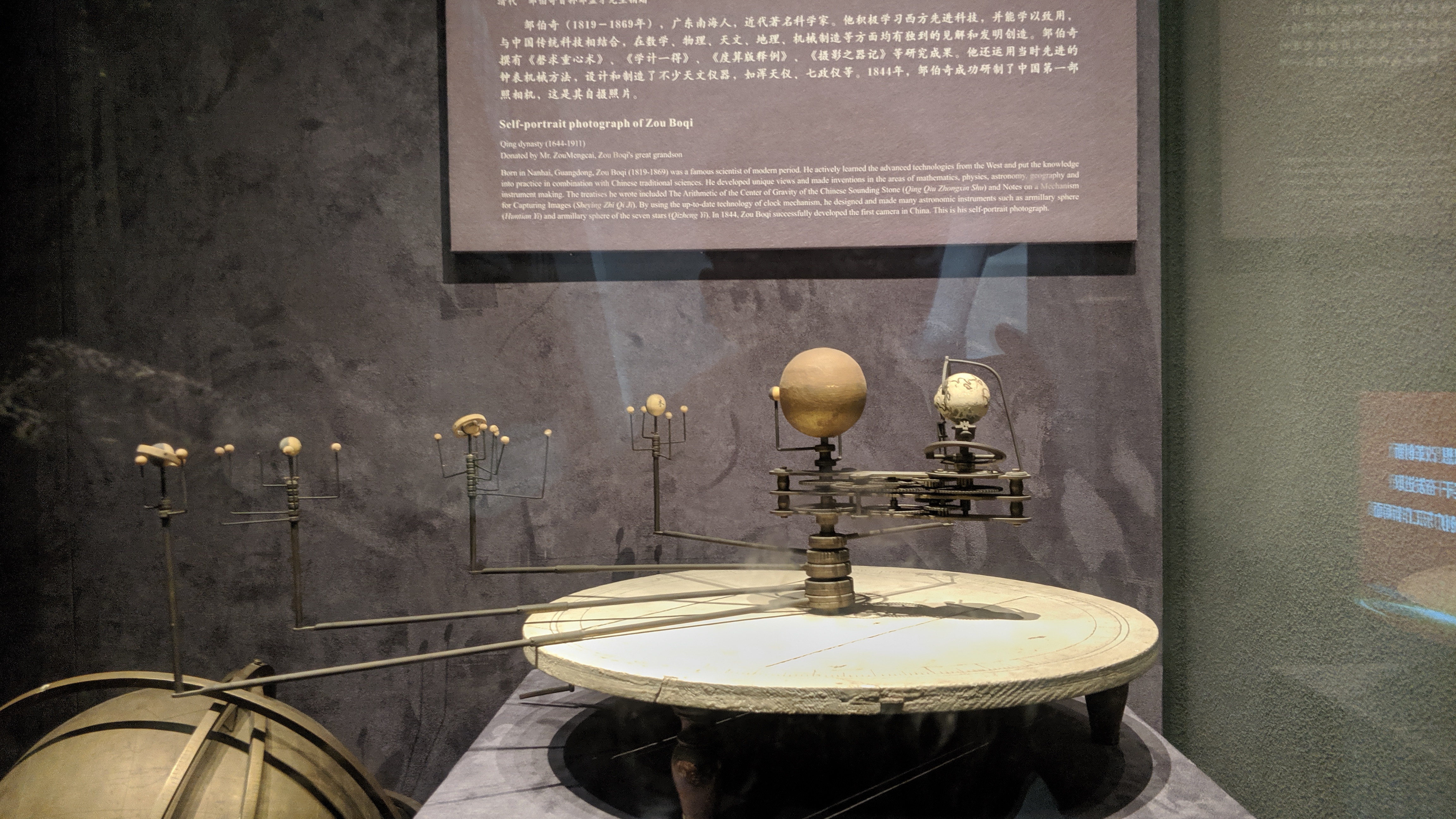
清代邹伯奇研制的天文仪器“七政仪”

七政，典出《書·舜典》：「在璿璣玉衡，以齊七政。」《五行大義》釋七政為「玄象之端，正天之度，王者仰之以為治政，故謂之政。七者，數有七也。」對於七政所指為何，有三種解釋：
- 日﹑月和火﹑水﹑木﹑金﹑土五星。《偽孔傳》：「七政，日月五星各異政。」孔穎達疏：「七政，謂日月與五星也。」裴駰《史記集解》引鄭玄注同此說。
- 天﹑地﹑人和四時。《尚書大傳》：「七政者，謂春、秋、冬、夏、天文、地理、人道，所以爲政也。」
- 北斗七星，以七星各主日﹑月﹑五星，故曰七政。司馬貞《史記索隱》引馬融注：「七政者，北斗七星，各有所主：第一曰主日法天；第二曰主月法地；第三曰命火，謂熒惑也；第四曰煞土，謂填星也；第五曰伐水，謂辰星也；第六曰危木，謂歲星也；第七曰罰金，謂太白也。日、月、五星各異，故曰七政也。」

以「日﹑月、火﹑水﹑木﹑金﹑土五星」為七政，最為通行，又稱作七曜、七緯。古代中國將熒惑（火星）、辰星（水星）、歲星（木星）、太白（金星）、鎮星（土星）等古典行星稱為五星，五星又稱五曜、五緯，加上太陽（日）、太陰（月），合稱七曜。
七曜一詞，大約出自東漢，《後漢書·律曆志》載劉洪上書之言：「七曜之起，始於牛初。」，劉洪本人亦作有《七曜術》。 三國時代的《廣雅·釋天》有「七耀行道」一條。楊士勛《春秋穀梁傳疏》解釋七曜為「謂之七曜者，日月五星皆照天下，故謂之曜。」七曜在中國古代星象災異上十分重要。孔穎達疏：「易繫辭云天垂象，見吉凶，聖人象之。此日月五星，有吉凶之象，因其變動為占，七者各自異政，故為七政。得失由政，故稱政也。」

## 星期
利用七曜來紀日的方法是從西方傳入的，源於兩河流域古巴比倫文明，七为两河流域文明常用数字，也是该地区的吉数。
據伯希和、沙畹考證，以七曜紀日的方法，於八世紀通過摩尼教傳入中國。759年，北天竺的佛教沙門不空譯有《文殊師利菩薩及諸仙所說吉凶時日善惡宿曜經》，在此經中即有七曜日的名稱，這些名稱均為康居語之音譯。不空的弟子楊景風在為《吉凶時日善惡宿曜經》作注時，就七曜日有如下說明：「夫七曜者，所謂日月五星下直人間，一日一易，七日周而復始，其所用各各於事有宜者、不宜者，請細詳用之。忽不記得，但當問胡（指康居、粟特）及波斯并五天竺人總知。尼乾子（指耆那教） 、末摩尼（指摩尼教）常以密日（星期日）持齋，亦事此日為大日，此等事持不忘，故今列諸國人呼七曜如後。」

日本的“七曜紋”，家纹的一种

該概念傳入中國唐朝，其後再傳入日本。到了清末民初，不再用日、月五行稱呼，而改為星期，以數字替代行星名，之後被廣泛採用。現今華人地區用星期，日本與朝鮮半島則繼續使用古稱，台灣於日治時期曾使用七曜日，現改為星期。
| 星期   | 星期日 | 星期一 | 星期二 | 星期三 | 星期四 | 星期五 | 星期六 |
| 七曜日 | 日曜日 | 月曜日 | 火曜日 | 水曜日 | 木曜日 | 金曜日 | 土曜日 |

## 天文學
術數家將七曜、四象與二十八宿相配，占卜吉兇的禽星術數。在星官（中國星座）中，七曜依次為木星、金星、土星、太阳、月球、火星、水星；四象依次為东宫、北宫、西宫、南宫。

## 延伸阅读
- 王力主編，2005，《中國古代文化常識》，江蘇教育出版社。

[在维基数据编辑]
 《欽定古今圖書集成·曆象彙編·乾象典·七政部》，出自陈梦雷《古今圖書集成》